# Forfalskerne
Forfalskerne (originaltitel Die Fälscher) er en østrigsk-tysk spillefilm, der er skrevet og instrueret af Stefan Ruzowitzky.
Filmen, hvis baggrund er virkelig, handler om nationalsocialisternes største pengeforfalskningsprogram under 2. verdenskrig.
Filmen blev vist første gang ved Berlinale 2007, havde biografpremiere i Tyskland 22. marts 2007 og i Danmark 5. oktober. 
Oscar-vinder som bedste udenlandske film i 2008.

## Handling
En mand vil leje et værelse på et luksushotel i Monte Carlo. Han bliver bedt om at lægge et depositum og hiver et tykt bundt dollarsedler frem. Senere tager han fint tøj på og tager på kasino, hvor han møder en dame, som han ender med at tilbringe natten med. Pludselig genkender damen chokeret en tatovering, som manden har på sin arm. Det er numre, der viser, at han har været i koncentrationslejr.
Tilbageblik til Berlin i 1930'erne. Vi følger Salomon Sorowitsch, der lever af at forfalske pas og andre dokumenter. Han bliver anholdt af en kriminalbetjent ved navn Herzog og kommer i koncentrationslejren Mauthausen. Derfra bliver han transporteret videre til koncentrationslejren Sachsenhausen. På denne rejse lærer han en sulten russisk fange at kende, som han giver en del af sin mad. I Sachsenhausen møder Sorowitsch igen Herzog, der nu er blevet Obersturmbannführer i SS og har fået til opgave at forfalske udenlandsk valuta. Til dette udnytter han de indsattes kundskaber, bl.a. Sorowitschs.
De fanger, der arbejder med falskneriet lever under relativt gode forhold, isoleret fra de andre fanger. De får fx lov til at bade en gang om ugen. Men samtidig er de også under et stort pres. De skal forfalske valuta og bliver truet med døden, hvis de ikke lykkes.
Først drejer det sig om de engelske pund, som det efter nogle kvaler lykkes Sorowitsch at forfalske. Den falske valuta bliver testet i Bank of England, hvor den bliver godkendt som ægte. Dette gør Herzog begejstret og han belønner fangerne med et bordtennisbord. Når Herzog er fraværende bliver fangerne mishandlet af hans grusomme stedfortrædere. Næste opgave er forfalskningen af dollaren. Dette lykkes ikke i flere måneder, så Herzog begynder at presse de indsatte, fordi hans egen karriere står på spil. Det viser sig, at den manglende succes med forfalskningen skyldes sabotage fra en fange, der ikke vil være med til at forsyne Tyskland med penge til krigsførelse. Denne fange, Burger, kommer under stort pres da Herzog udvælger fire fanger, der skal dræbes, hvis ikke dollar-forfalskningen lykkes. I sidste øjeblik leverer Sorowitch de forfalskede dollars, og fangerne overlever. Derefter flygter nazisterne fra koncentrationslejren, fordi russerne er nået til Berlin. Forfalskerne har overlevet og er frie.
I Monte Carlo spiller Sorowitch sine sidste penge væk. Kasinoet tilbyder ham en flaske champagne, som han tager imod og går ned til havet og drikker sammen med damen.

## Medvirkende
- Karl Markovics – Salomon Sorowitsch
- August Diehl – Adolf Burger
- Devid Striesow – Friedrich Herzog
- Martin Brambach – [Holst
- August Zirner – Dr Klinger
- Veit Stübner – Atze
- Sebastian Urzendowsky – Kolya Karloff
- Andreas Schmidt – Zilinski
- Tilo Prückner – Dr. Viktor Hahn
- Lenn Kudrjawizki – Loszek
- Maria Bäumer – Aglaya
- Dolores Chaplin – Die Rothaarige

## Baggrund
Filmen er baseret på Adolf Burgers erindringer om nationalsocialisternes største pengeforfalskningsprogram under 2. verdenskrig, der blev gennemført under dæknavnet "Aktion Bernhard". Hen mod krigens slutning blev apparater og materialer til pengeforfalskningen nedsænket i Toplitzsee sammen med kasser fulde af falske penge. Tingene blev først fundet igen flere år senere.